# رود لوگا
لوگا (به روسی: Луга) رودی به طول ۳۵۳ کیلومتر در ابلاست‌های نوگورود و لنینگراد روسیه است که به خلیج فنلاند می‌ریزد. این رود اوایل ماه دسامبر منجمد می‌شود و تا اوایل ماه آوریل لایه‌ای از یخ سطح آن را می‌پوشاند.